# Rei Jimbo
Rei Jimbo, född den 9 juli 1974 i Ōsakasayama, Japan, är en japansk konstsimmare.
Hon tog OS-brons i lagtävlingen i konstsim i samband med de olympiska konstsimstävlingarna 1996 i Atlanta.
Hon tog därefter OS-silver i lagtävlingen i konstsim i samband med de olympiska konstsimstävlingarna 2000 i Sydney.